# Лебёдкин, Анатолий Иванович
Анатолий Иванович Лебёдкин  (1925—1998) — советский старшина. На 1946 год — старший сержант, помощник командира взвода разведки 1210-го стрелкового полка, 362-й стрелковой дивизии, 33-й армии, 3-го Белорусского фронта. Полный кавалер Ордена Славы.

## Биография
Родился 29 декабря 1925 года в хуторе Ярки-Рубежный, Волгоградской области в крестьянской семье.
В 1937 году после окончания пяти классов, работал в колхозе. С 1941 года после начала войны был направлен на оборонительные работы для нужд фронта.
С 1942 года призван в ряды РККА и направлен в действующую армию — сапёр 227-й стрелковой дивизии, участник Сталинградской битвы, в ходе боёв был ранен.
Участвовал в боевых действиях на Донском и с 1943 года на Западном фронтах, был вторично ранен. С 1943 года воевал в составе 1210-го стрелкового полка, 362-й стрелковой дивизии, 33-й армии на Брянском, Белорусском, с 1944 года на 1-м Белорусском, 2-м Белорусском и 3-м Белорусском фронтах. 31 мая 1944 года награждён Медалью «За отвагу».
24 июля 1944 года сержант взвода разведки 1210-го стрелкового полка сержант А. И. Лебёдкин ночью скрытно проник в тыл противника в районе города Пренай и из автомата сразил пулемётчика, двух гитлеровцев, захватил документы убитых и пулемёт. За это 11 августа 1944 года Указом Президиума Верховного Совета СССР А. И. Лебёдкин награждён Орденом Славы 3-й степени.
В ночь на 29 августа 1944 года командир отделения взвода разведки сержант А. И. Лебёдкин, действуя в группе захвата в районе 3—5 километров южнее города Вилкавишкис, первым ворвался в траншею противника, где гранатами уничтожил пулемёт с прислугой и несколько пехотинцев, захватив при этом в плен одного гитлеровца. 3 сентября 1944 года Указом Президиума Верховного Совета СССР А. И. Лебёдкин награждён Орденом Славы 2-й степени.
9 февраля 1945 года сержант А. И. Лебёдкин в период проведения Висло-Одерской операции в составе разведгруппы в немецких позициях участвовал в уничтожении восьми гитлеровцев и захвате пленного, а 12 февраля 1945 года во время боёв спас двух раненых бойцов. 26 марта 1945 года награждён Орденом Красной Звезды. 4 мая 1945 года в ходе Берлинской наступательной операции, помощник командира взвода разведки старший сержант А. И. Лебёдкин с группой разведчиков скрытно проник через боевые порядки противника в район 7—15 километров севернее города Косвиг в Германии. Разведчики группы рассеяли и частично истребили засаду противника, а А. И. Лебёдкин захватил в плен гитлеровского офицера. 15 мая 1946 года Указом Президиума Верховного Совета СССР А. И. Лебёдкин награждён Орденом Славы 1-й степени.
После войны продолжил службу в Советской армии, служил в разведроте в составе ГСВГ. В 1951 году в звании старшина был уволен в запас, работал в Калачёвском авторемонтном заводе.
Умер 17 июля 1998 года в городе Калач-на-Дону.

## Награды
- Орден Славы I степени (1946)
- Орден Славы II степени (1944)
- Орден Славы III степени (1944)
- Орден Красной Звезды (1945)
- Орден Отечественной войны I степени (1985)
- Медаль За отвагу (1944)
- Медаль «За оборону Сталинграда» (1943)
- Медаль «За взятие Берлина» (1945)

## Звания
- Почётный гражданин города Калач-на-Дону (1998)